# آندرئا بارتسینی
آندرئا بارتسینی (ایتالیایی: Andrea Barzini؛ زادهٔ ۱۴ دسامبر ۱۹۵۲) کارگردان فیلم، فیلم‌نامه‌نویس و نویسنده اهل ایتالیا است.
از فیلم‌ها یا مجموعه‌های تلویزیونی که وی در آن‌ها نقش داشته‌است، می‌توان به پدر ماتئو و شیفتهٔ جولیا اشاره نمود.